# Іванівка (Іларіонівська селищна громада)
Іва́нівка — село в Україні, у Іларіонівській селищній громаді Синельниківського району Дніпропетровської області. До 2017 року орган місцевого самоврядування — Іларіонівська селищна рада.

## Географія
Село Іванівка примикає до селища Яворницьке. Селом протікає пересихаючий струмок з загатою. Поруч пролягають автошлях територіального значення Т 0401 та залізниця, пасажирський зупинний пункт Платформа 219 км, станція Іларіонове (за 1 км).

## Історія
9 червня 2017 року Іларіонівська селищна рада, в ході децентралізації, об'єднана з  Іларіонівською селищною громадою.
19 липня 2020 року, в результаті адміністративно-територіальної реформи та ліквідації   Синельниківського (1923—2020) району, село увійшло до складу новоутвореного Синельниківського району.

## Населення
Населення за переписом 2001 року становило 156 осіб.

### Мова
Розподіл населення за рідною мовою за даними перепису 2001 року:
| Мова       | Кількість | Відсоток |
| ---------- | --------- | -------- |
| українська | 140       | 89.74%   |
| російська  | 16        | 10.26%   |
| Усього     | 156       | 100%     |

## Галерея

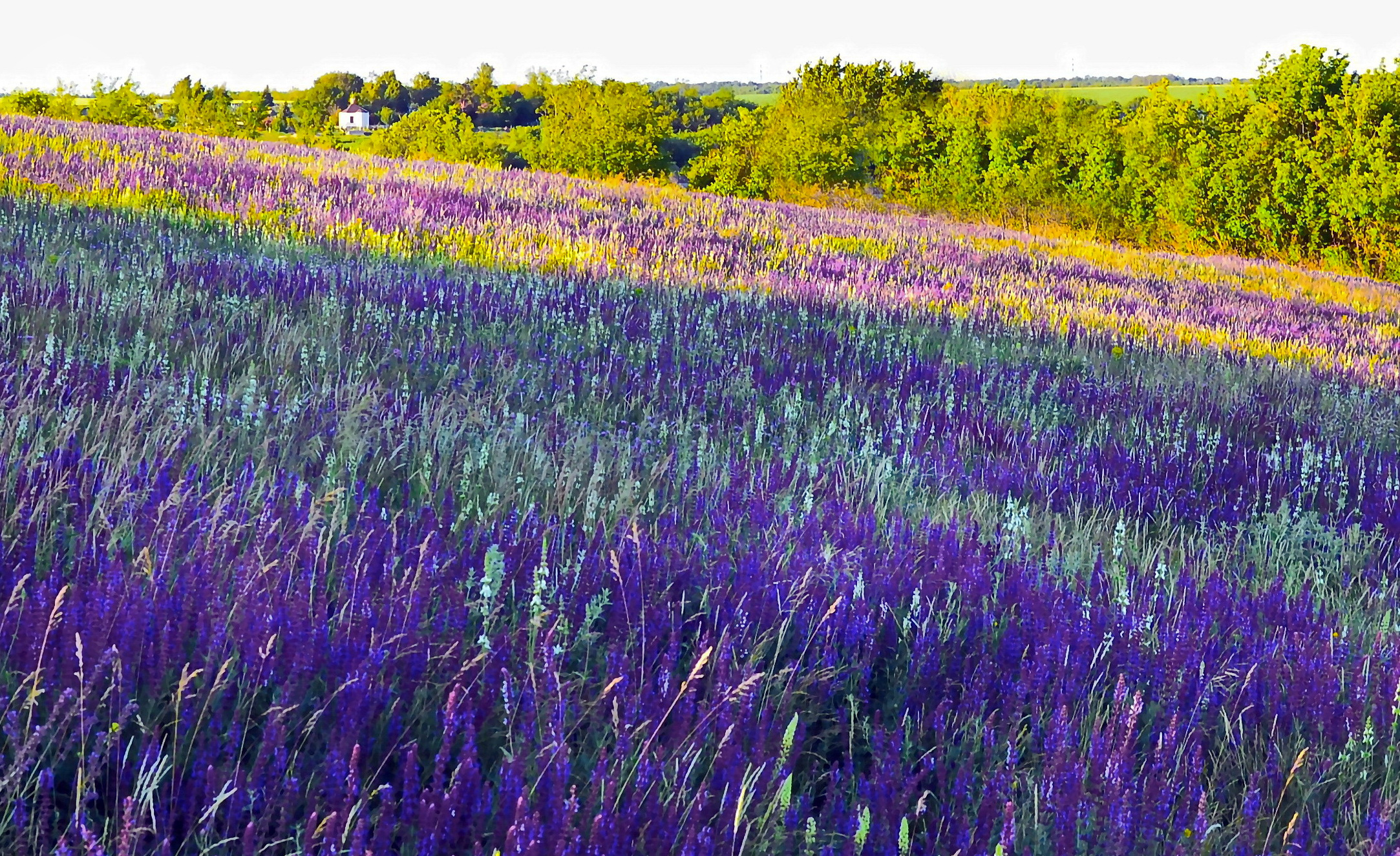
Травень на околиці Іванівки (2018 р.)
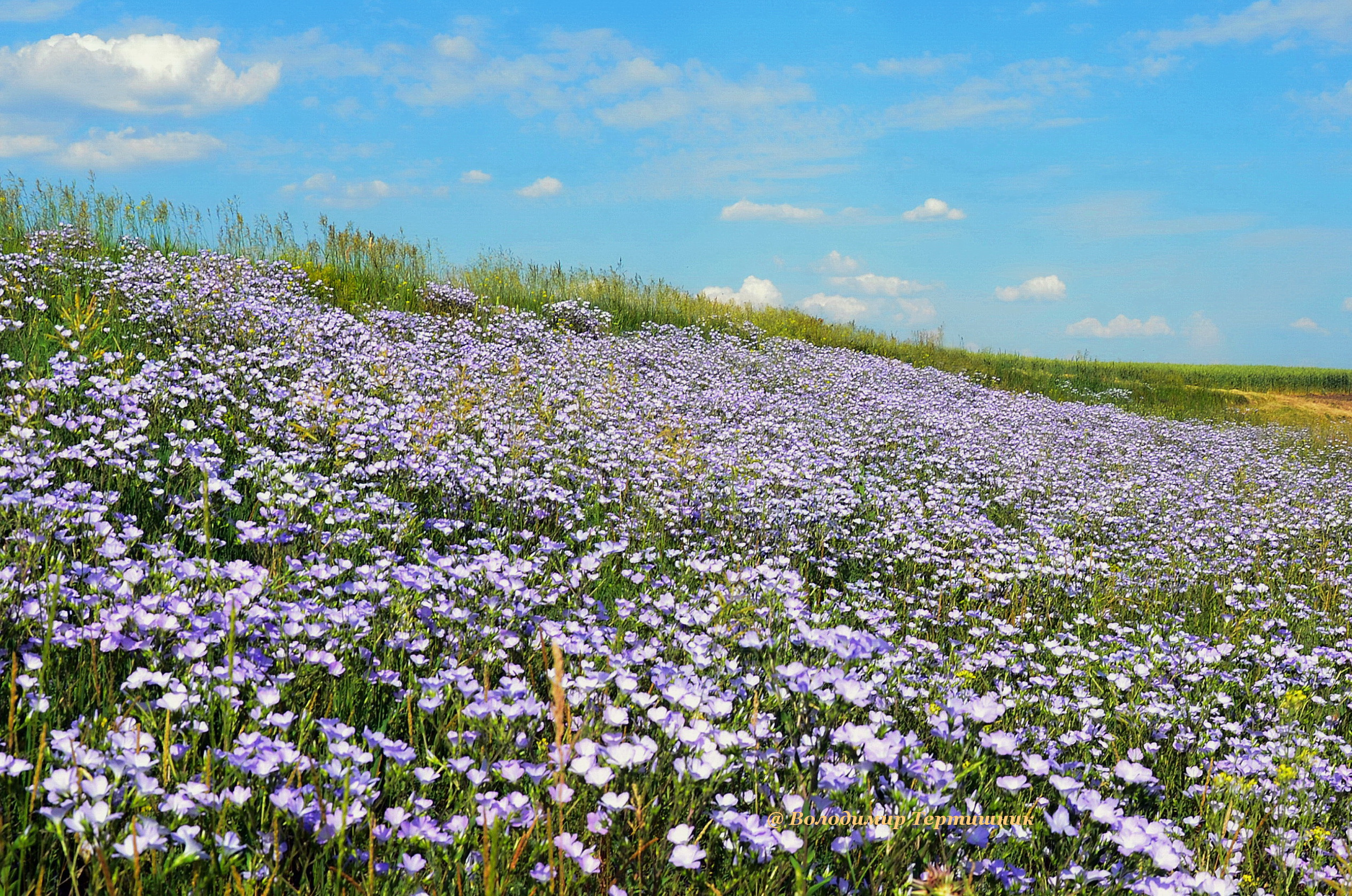
Узбіччя доріг Іванівки